# Филиппинская кряква
Филиппинская кряква (лат. Anas luzonica) — вид настоящих уток рода речные утки (Anas).

## Внешний вид
Ржаво-коричневая голова и голубовато-серый клюв выделяют филиппинскую утку среди остальных. Голова украшена чёрной короной и чёрной полосой, проходящей через глаз, в то время как остальная часть оперения буровато-серая. В полете хорошо видно четко ограниченное зелёное пятно на крыле, окаймленное чёрным цветом, с узким белым краем. Нижняя часть крыла тоже белая. Утята окрашены в оливково-коричневый цвет с ярко-желтыми лицами и шеей. Длина взрослой птицы 48—58 см.

## Ареал
Является эндемиком Филиппин. Филиппинские утки могут быть найдены в пресноводных и морских водоемах, в том числе в малых лесных реках, озёрах, болотах, мангровых зарослях, приливных ручьях и даже в открытом море. Предпочитает участки с болотной растительностью, которая составляет основу их питания. Поднимаются на высоты 300—400 метров над уровнем моря.

## Размножение
Сезон размножения обычно проходит между мартом и ноябрем, с пиком активности в июле и августе, хотя это может варьироваться. Филиппинская утка строит гнездо в дали от чужих глаз под толстым покровом водной растительности. Кладка состоит из 8-10, иногда до 15-16, которые имеют бледно-белый цвет с коричневатым оттенком. Яйца высиживаются в течение 25—26 дней.

## Галерея

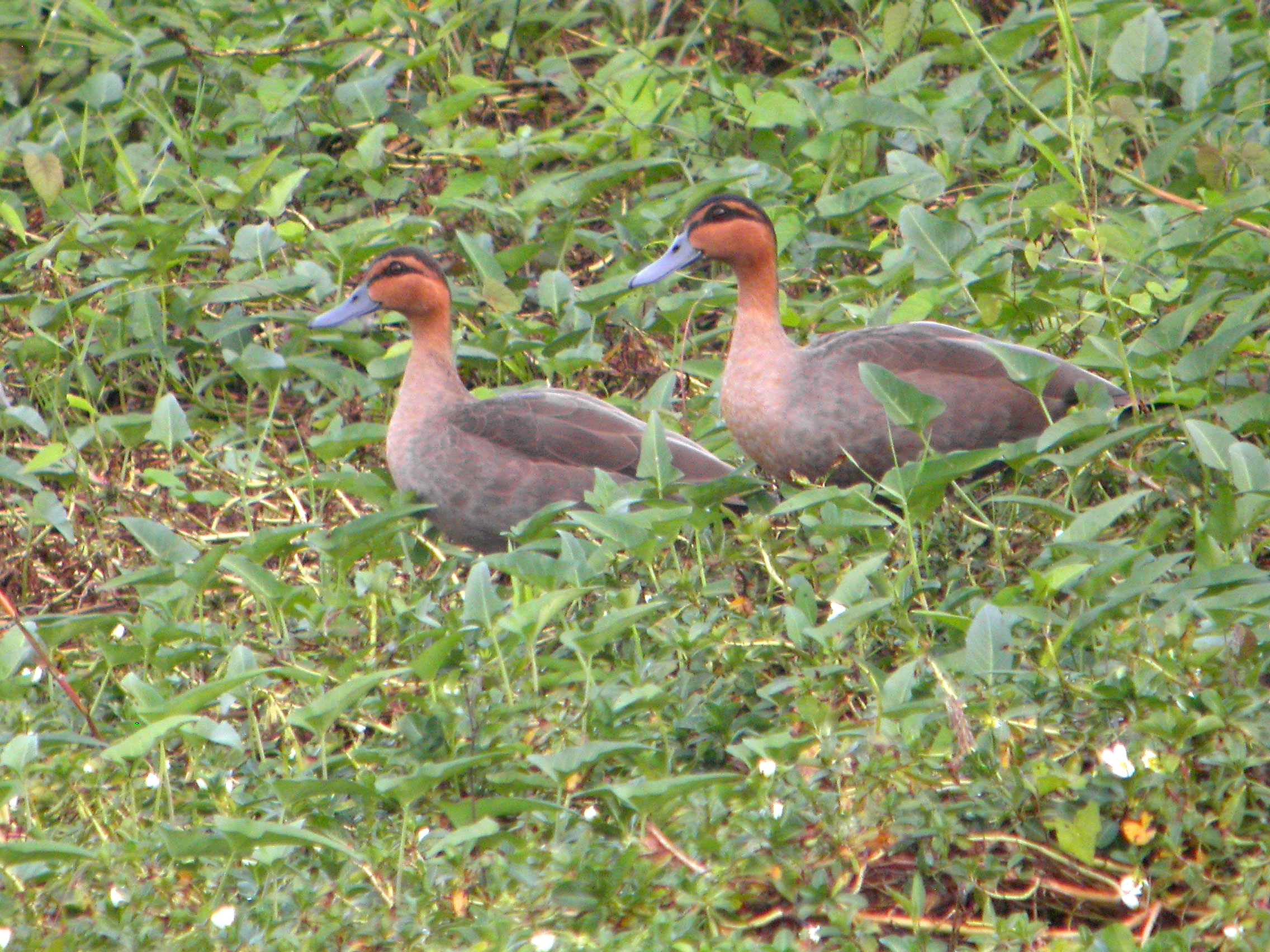
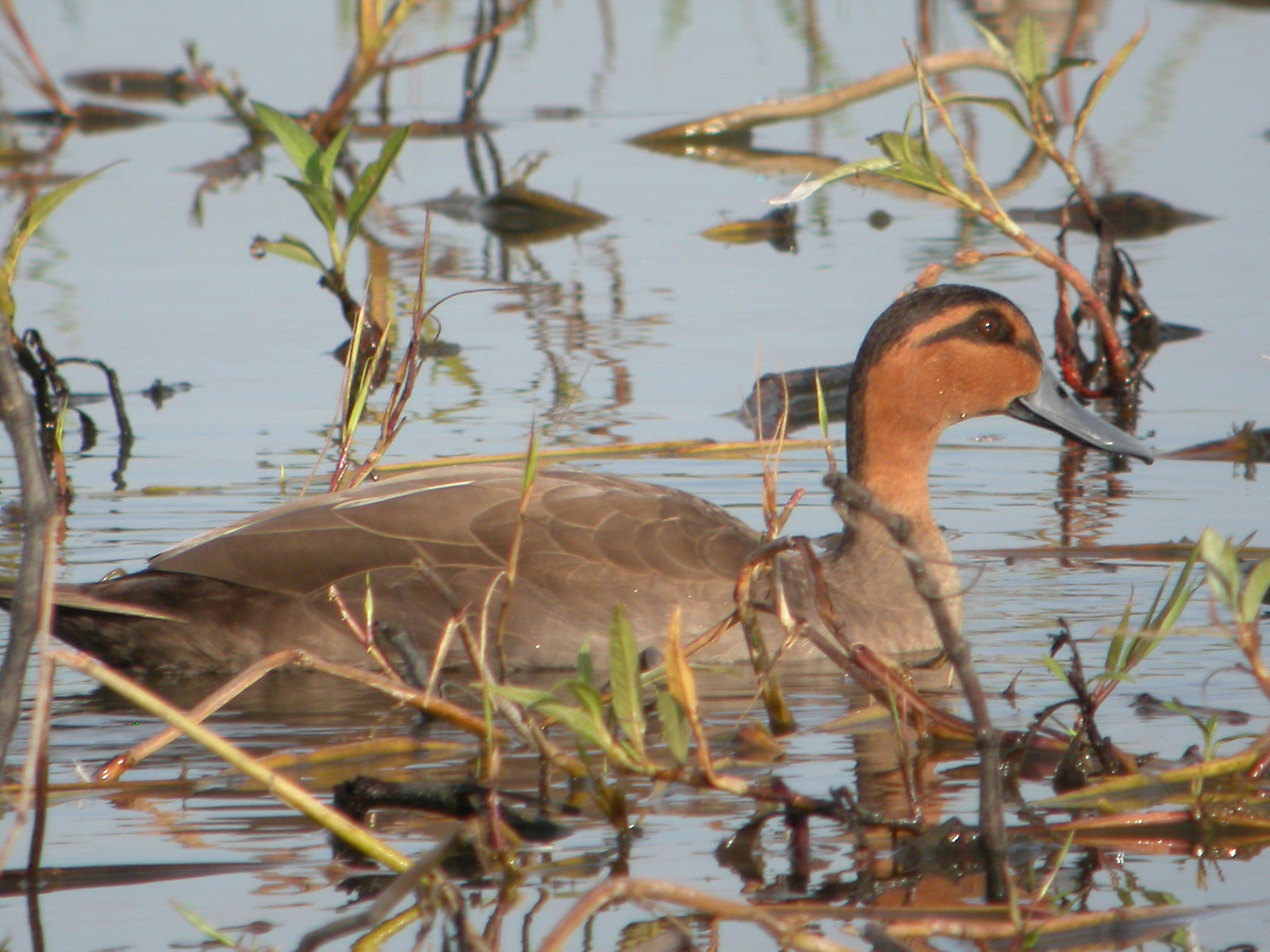
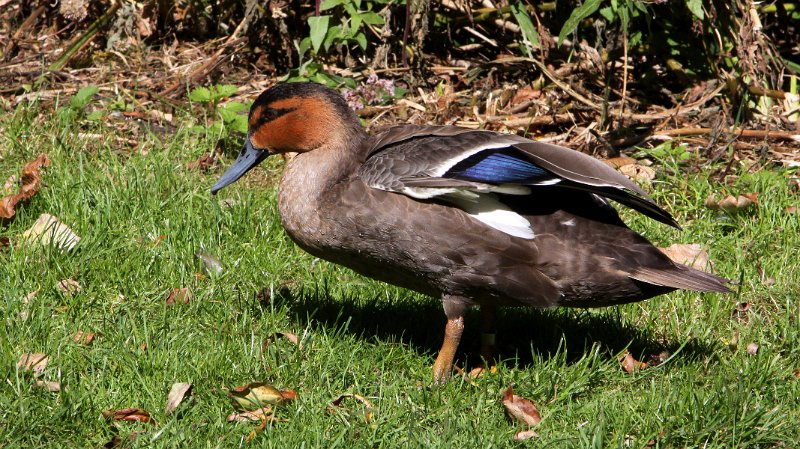
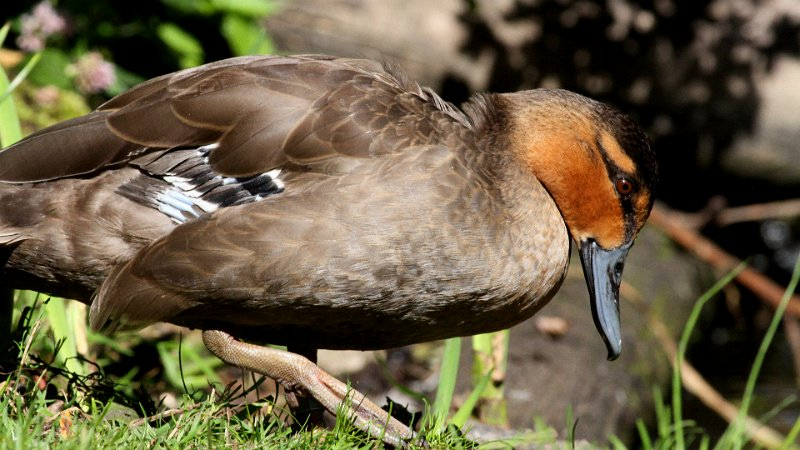
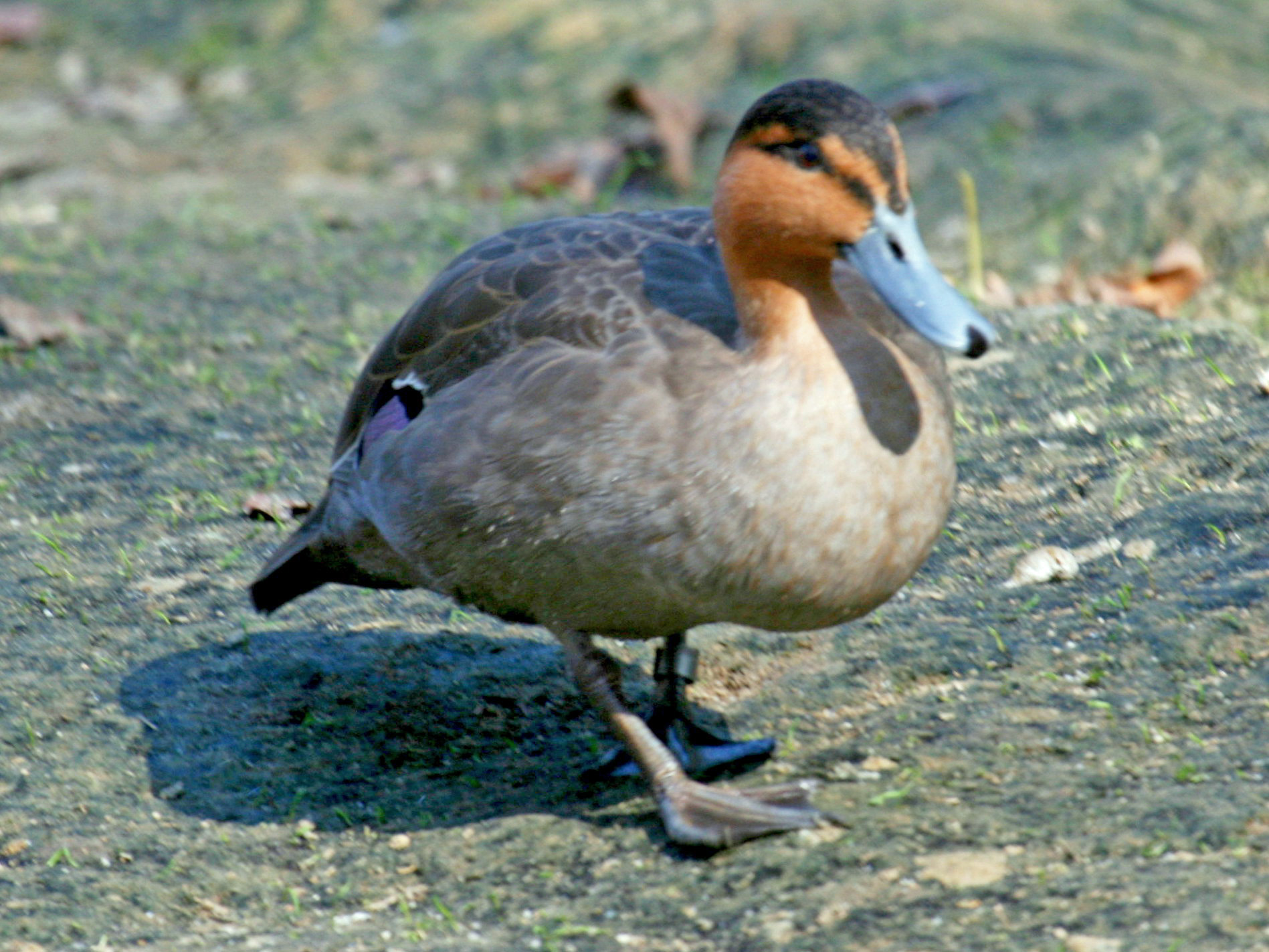
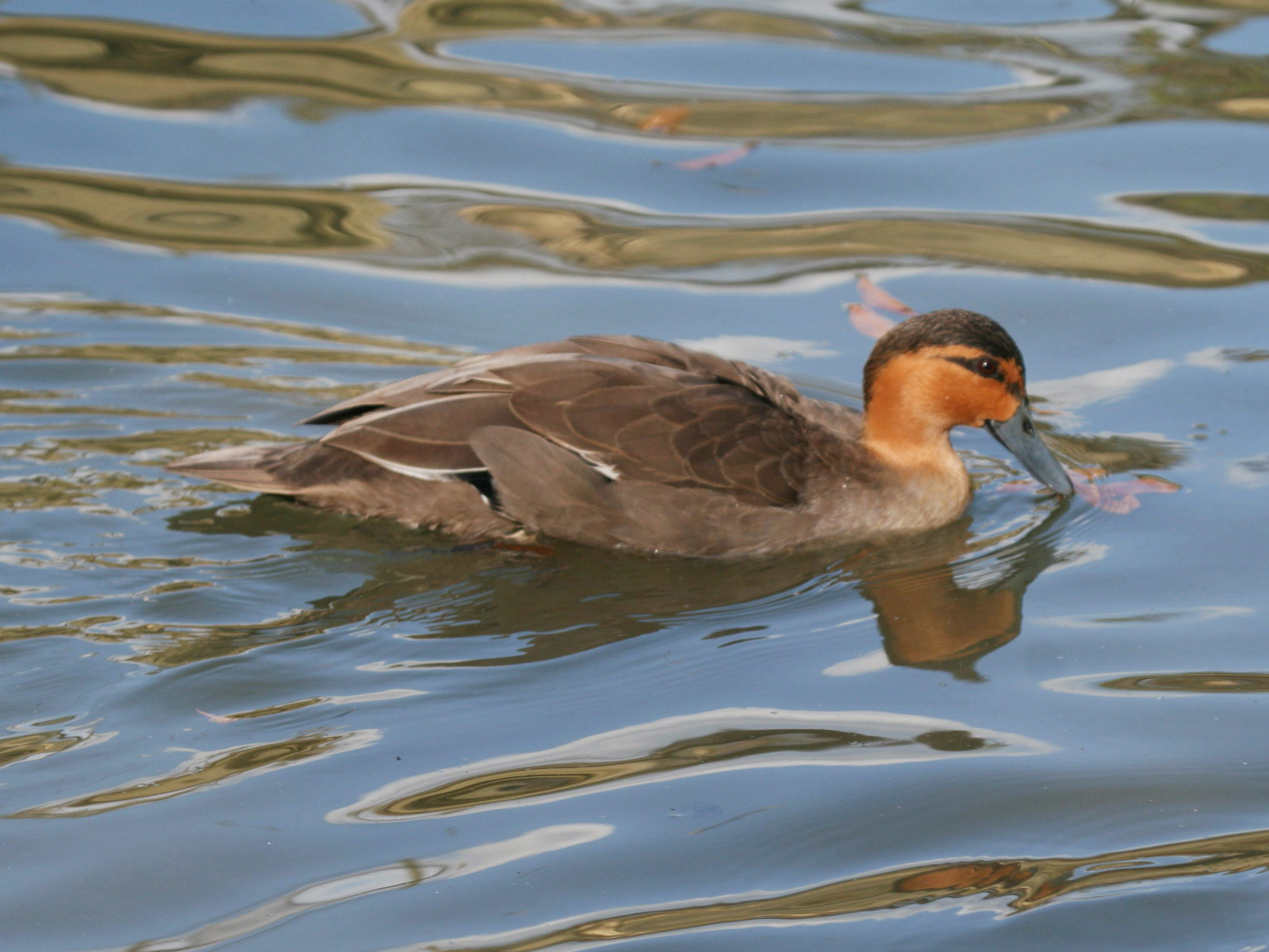